# Macropelopia roblesi
Macropelopia roblesi är en tvåvingeart som beskrevs av Vargas 1946. Macropelopia roblesi ingår i släktet Macropelopia och familjen fjädermyggor. Inga underarter finns listade i Catalogue of Life.